# 가족관계등록부
대한민국의 가족관계등록부(家族關係登錄簿)는 2007년 이전의 호적을 대신하여 2008년부터 사용하는 공적인 문서이다. 과거의 호주제가 양성평등의 헌법 정신에 위배된다고 2005년 헌법재판소가 헌법 불합치 결정을 함에 따라, 2007년 5월 17일 가족관계의 등록 등에 관한 법률이 법률 제8435호로 제정되었고, 2008년 1월 1일 시행되어, 그에 따른 것이다. 종전의 호적이 호주 중심으로 가족 단위로 작성되었던 것과는 달리 가족관계등록부는 개인별로 작성된다.

## 종류
- 가족관계증명서 (일반) : 부모, 배우자, 자녀 중 현재 혼인 중의 자녀 혹은 생존한 자녀의 인적사항
- 가족관계증명서 (상세) : 부모, 배우자, 모든 자녀의 인적사항
- 기본증명서 (일반) : 본인의 출생, 사망, 국적상실의 사항
- 기본증명서 (상세) : 일반증명서의 내용을 포함하여 그 이외의 친권, 개명, 후견, 국적취득 및 회복 등에 관한 모든사항
- 혼인관계증명서 (일반) : 현재의 배우자의 인적사항, 혼인·이혼에 관한 사항
- 혼인관계증명서 (상세) : 모든 배우자의 인적사항, 혼인·이혼에 관한 사항
- 입양관계증명서 (일반) : 양부모·양자의 인적사항, 현재의 입양·파양에 관한 사항
- 입양관계증명서 (상세) : 양부모·양자의 인적사항, 모든 입양·파양에 관한 사항
- 친양자입양관계증명서 (일반) : 친생부모·양부모·친양자의 인적사항, 현재의 입양·파양에 관한 사항
- 친양자입양관계증명서 (상세) : 친생부모·양부모·친양자의 인적사항, 모든 입양·파양에 관한 사항

## 발급 신청 방법
- 인터넷 대법원 전자가족관계시스템 (공동인증서, 프린터가 있어야 하고 수수료가 없다)방법
- 읍면동 행정복지센터 (수수료 1부당 1,000원)
- 무인민원발급기 (수수료 1부당 500원)

## 제3자에 의한 발급 신청 방법
- 본인, 본인의 배우자, 본인의 직계혈족[1]의 증명서를 발급받고자 하는 경우
  - 자기 자신의 신분증과 수수료
- 그 외의 사람의 증명서를 발급받고자 하는 경우
  - 해당자[2]의 위임장, 신분증

계부-계모-의붓형제의 경우 민법상 인척에 불과하므로 입양의 절차를 거치거나 그런 경우가 아니면 법률에 의하여 부모-자녀 관계가 아닌 제3자적 관계(속칭 남남)이기 때문에 위임장을 반드시 첨부하여야 한다. 2016년 6월 30일 헌법재판소 결정에 따라 형제자매의 가족관계증명서를 발급받기 위해서는 이전과는 달리 위임장을 첨부하여야 한다.

## 같이 보기
- 호적
- 가족관계등록법